# Ткачи (Витебская область)
Ткачи — деревня в Городокском районе Витебской области Белоруссии. Входит в состав Езерищенского сельсовета.
Находится менее чем в 1 км от южной окраины посёлка Езерище.